# Jean-Paul Philippot
Jean-Paul Philippot (Lieja, Bélgica; 26 de junio de 1960) es el presidente de la UER, desde el 1 de enero de 2009.

## Biografía
Estudió ingeniería comercial en la Solvay Business School de la Universidad Libre de Bruselas, finalizando su carrera en 1984. De 1985 a 1987 trabajó como director del centro hospitalario "Molière-Longchamp" y de 1987 a 1989 fue consultor del sector hospitalario de diversos países. De 1988 a 1989 fue comisario especial de gobierno del Centro público de asistencia social de Lieja. Entre 1989 y 1995 fue consejero y jefe de gabinete adjunto del primer ministro de la Región de Bruselas-Capital, Charles Picqué. Desde 1994 hasta 2000 fue vicepresidente de la Escuela Regional de Administración Pública. En 1995 fue director de gabinete del ministro de Cultura de la Comunidad francesa de Bélgica. De 1996 a 2002, fue administrador delegado de "l' Interhospitalière" regional de las infraestructuras de cuidados (red de los hospitales públicos), presidente de la sección Financiación del Consejo nacional de los hospitales, miembro de la comisión de control presupuestario del INAMI, copresidente de la Asociación establecimientos públicos de cuidados y a administrador de la Sociedad regional de inversión bruselense. En la RTBF, lanzó el Plan Magallanes destinado a modernizar la estructura de la empresa y a mejorar las finanzas. Fue elegido presidente de la UER en la asamblea general de julio de 2008 en Budapest, Hungría. Está en el cargo desde el 1 de enero de 2009.